# Sha’rae Mitchell
Sha’rae Mitchell (* 12. November 1985 in Provo, Utah) ist eine US-amerikanische Schiedsrichterin im Basketball, die seit dem Jahr 2022 in der NBA tätig ist. Sie trägt die Uniform mit der Nummer 98.

## Karriere

### College-Basketball
Vor dem Einstieg in die NBA arbeitete sie als College-Basketballschiedsrichterin in der Pacific-12 Conference, West Coast Conference, Big Sky Conference und Western Athletic Conference.

### National Basketball Association
Mitchell begann im Jahr 2022 ihre NBA-Schiedsrichterlaufbahn beim Spiel der Detroit Pistons gegen die San Antonio Spurs.
Zuvor war sie fünf Jahre als Schiedsrichterin in der NBA G-League und zwei Jahre in der Women’s National Basketball Association tätig.